# Elena Volkova (basket-ball)
Pour les articles homonymes, voir Volkova et Elena Volkova.
Elena Veniaminovna Volkova, née le 9 avril 1983 à Vologda, est une joueuse de basket-ball russe. 
Avec l'équipe de Russie de basket-ball féminin, elle est finaliste du Championnat d'Europe de basket-ball féminin 2009. 
En club, elle est finaliste de l'Eurocoupe féminine de basket-ball 2013-2014 avec le Dynamo Koursk.